# Kritische Gesamtausgabe
Eine kritische Gesamtausgabe (KGA) oder historisch-kritische Gesamtausgabe ist die Gesamtausgabe der Texte einer Autorin oder eines Autor, die in aller Regel nach den Grundsätzen der Textkritik erstellt wurde. Solche Ausgaben werden in aller Regel nach dem Tod des Urhebers erstellt und erscheinen nicht selten in mehreren Bänden über einen Zeitraum von mehreren Jahren. Eine kritische Gesamtausgabe entspricht methodisch einer historisch-kritische Ausgabe (HKA), enthält aber nicht nur ein einzelnes Werk, sondern alle bekannten Werke eines bestimmten Urhebers. Weil die Texte einer kritischen Gesamtsausgabe besonders ausführlich und nach wissenschaftlichen Standards erschlossen werden, bietet sie im Gegensatz zu einer einfachen Leseausgabe eine verlässliche Grundlage für die wissenschaftliche und/oder hermeneutische Beschäftigung mit den Texten. Bei der genannten Textkritik, auf der eine kritische Gesamtausgabe basiert, handelt es sich um eine literaturwissenschaftliche Methode, mit deren Hilfe die Entstehung und Überlieferung von Texten nachvollzogen und sichtbar gemacht werden kann. Dies ist vor allem dann notwendig, wenn unterschiedliche Fassungen oder Versionen eines Textes vorliegen. Neben dieser Form von Texterschließung enthält eine kritische Gesamtausgabe normalerweise einen textkritischen Apparat sowie Dokumente zur Entstehungsgeschichte, Erläuterungen und weitere Hilfsmittel.
Von vielen bekannten Autoren existieren kritische Gesamtausgaben. Manche liegen auch (nur) in digitaler Form vor.

## Autoren mit kritischer Gesamtausgabe (Auswahl)
- Hannah Arendt (1906–1975), politische Theoretikerin und Publizistin (KGA noch nicht abgeschlossen)
- Walter Benjamin (1892–1940), Philosoph und Kulturkritiker
- Jakob Böhme (1575–1624), Mystiker, Philosoph und christlicher Theosoph
- Bertolt Brecht (1898–1956), Dramatiker, Librettist und Lyriker
- Wilhelm Busch (1832–1908), Dichter und Zeichner
- Jeremias Gotthelf (1797–1854), Schweizer Schriftsteller und Pfarrer
- Heinrich Heine (1797–1856), Dichter, Schriftsteller und Journalist
- Hugo von Hofmannsthal (1874–1929), Schriftsteller, Dramatiker, Lyriker und Librettist
- Hans Jonas (1903–1993), Philosoph
- Hans Kelsen (1881–1973), Österreichischer Rechtswissenschaftler und Philosoph
- Eduard Mörike (1804–1875), Lyriker der Schwäbischen Schule, Erzähler und Übersetzer
- Thomas Müntzer (um 1489–1525), Theologe, Reformator, Drucker und Revolutionär
- Friedrich Nietzsche (1844–1900), Philologe und Philosoph (digitale KGA hier abrufbar)
- Friedrich Schleiermacher (1768–1834), evangelischer Theologe, Altphilologe, Philosoph, Publizist, Staatstheoretiker, Kirchenpolitiker und Pädagoge
- Ernst Troeltsch (1865–1923), protestantischer Theologe, Kulturphilosoph und liberaler Politiker